# Chloraea multiflora
Chloraea multiflora är en orkidéart som beskrevs av John Lindley. Chloraea multiflora ingår i släktet Chloraea och familjen orkidéer. Inga underarter finns listade i Catalogue of Life.